# سیارک ۵۶
سیارک ۵۶ (به انگلیسی: 56 Melete) پنجاه و ششمین سیارک کشف شده‌است که در ۹ سپتامبر ۱۸۵۷ و در پاریس کشف شد.
قدر مطلق سیارک برابر ۸٫۳۱ است.